# 安徽理工大学
安徽理工大学（あんきさりこうだいがく、英語: Anhui University of Science and Technology）は、中国安徽省淮南市田家庵区泰豊大街168号に本部を置く中国の公立大学。1945年創立、1945年大学設置。
大学の略称は安徽理工。2020年11月時点では、学校の面積は3200畝、生徒数約26000余人、研究生3800余人、教職員4000余人。

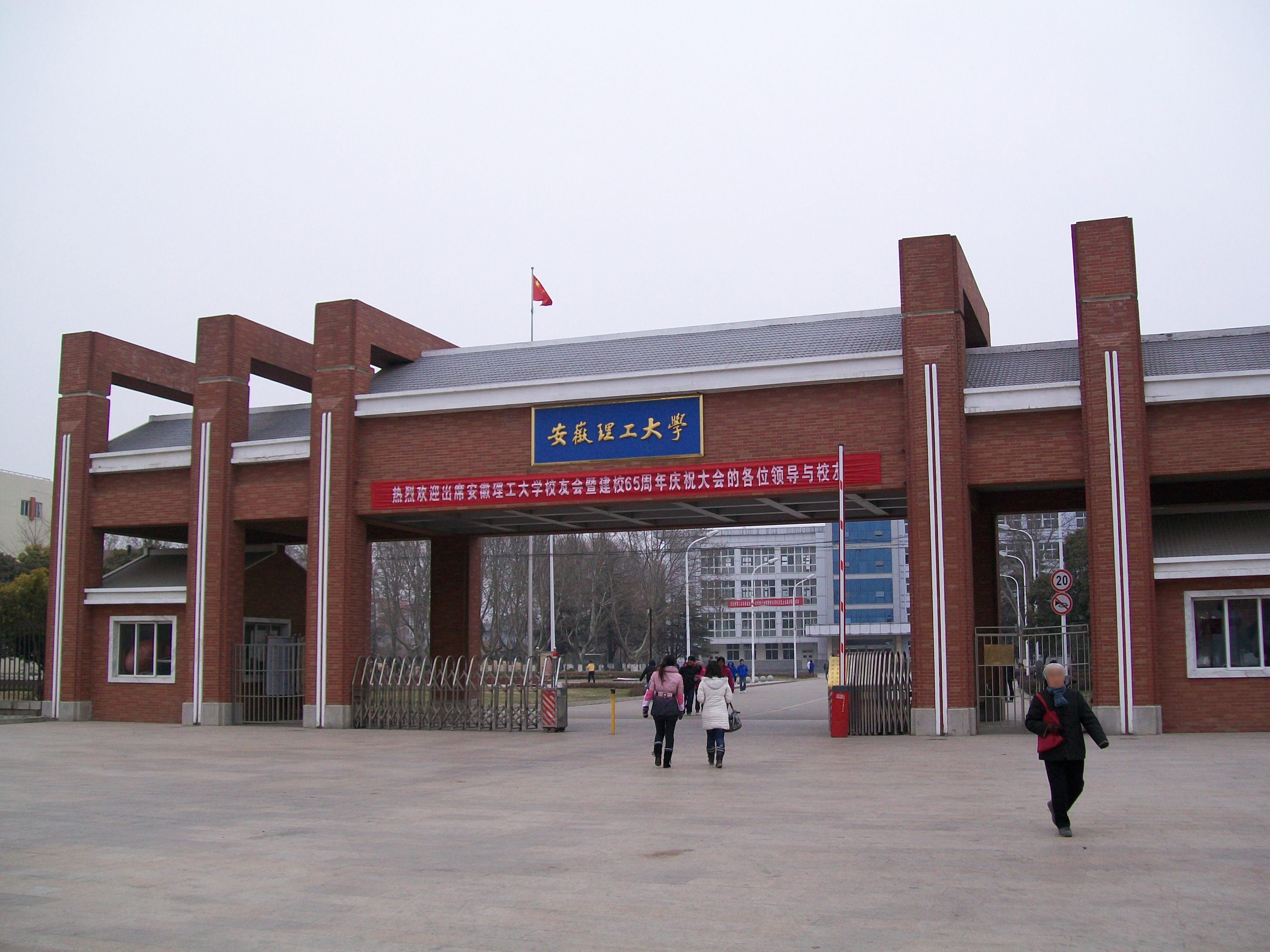
北校区の校門

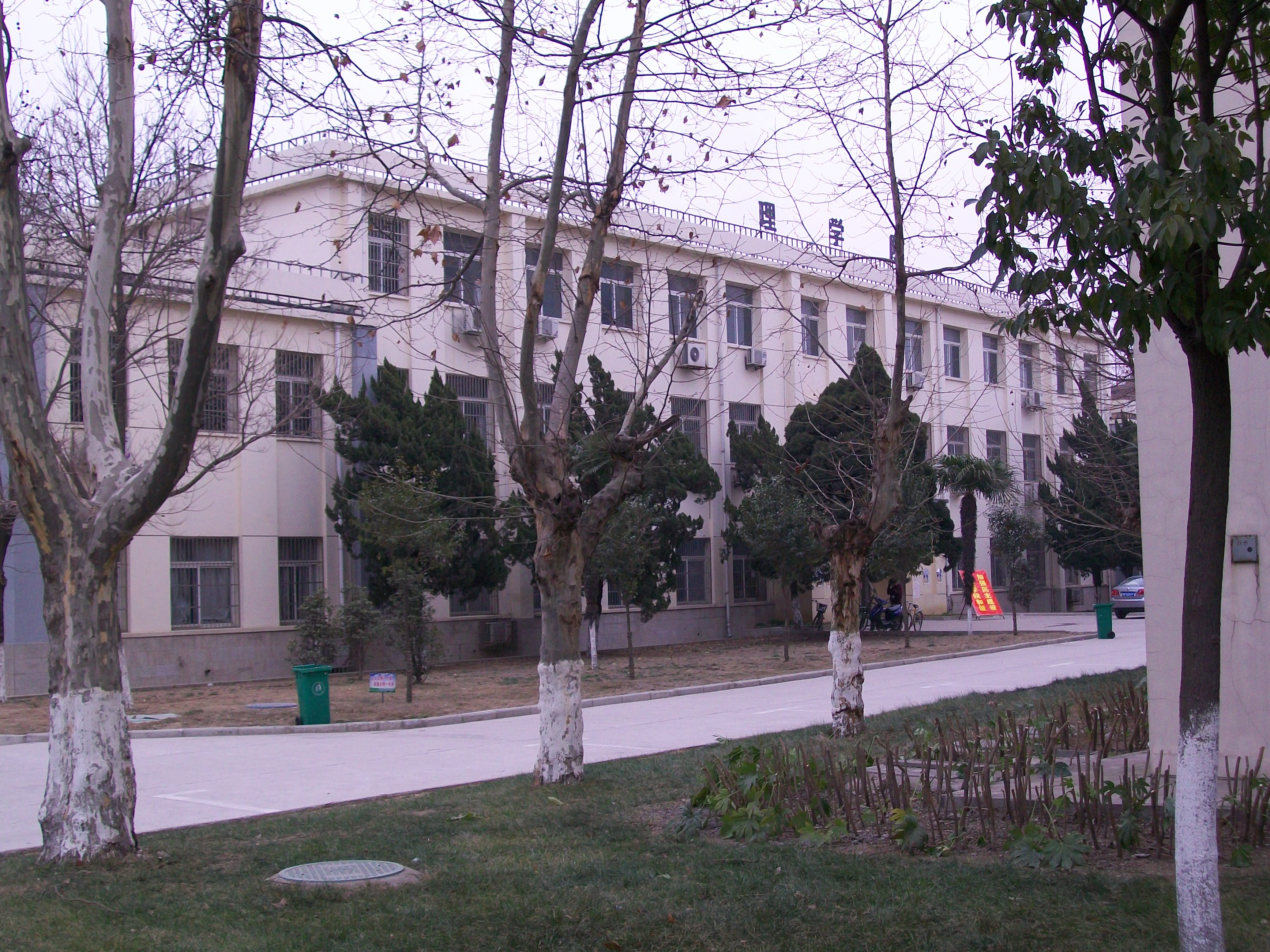
理学院

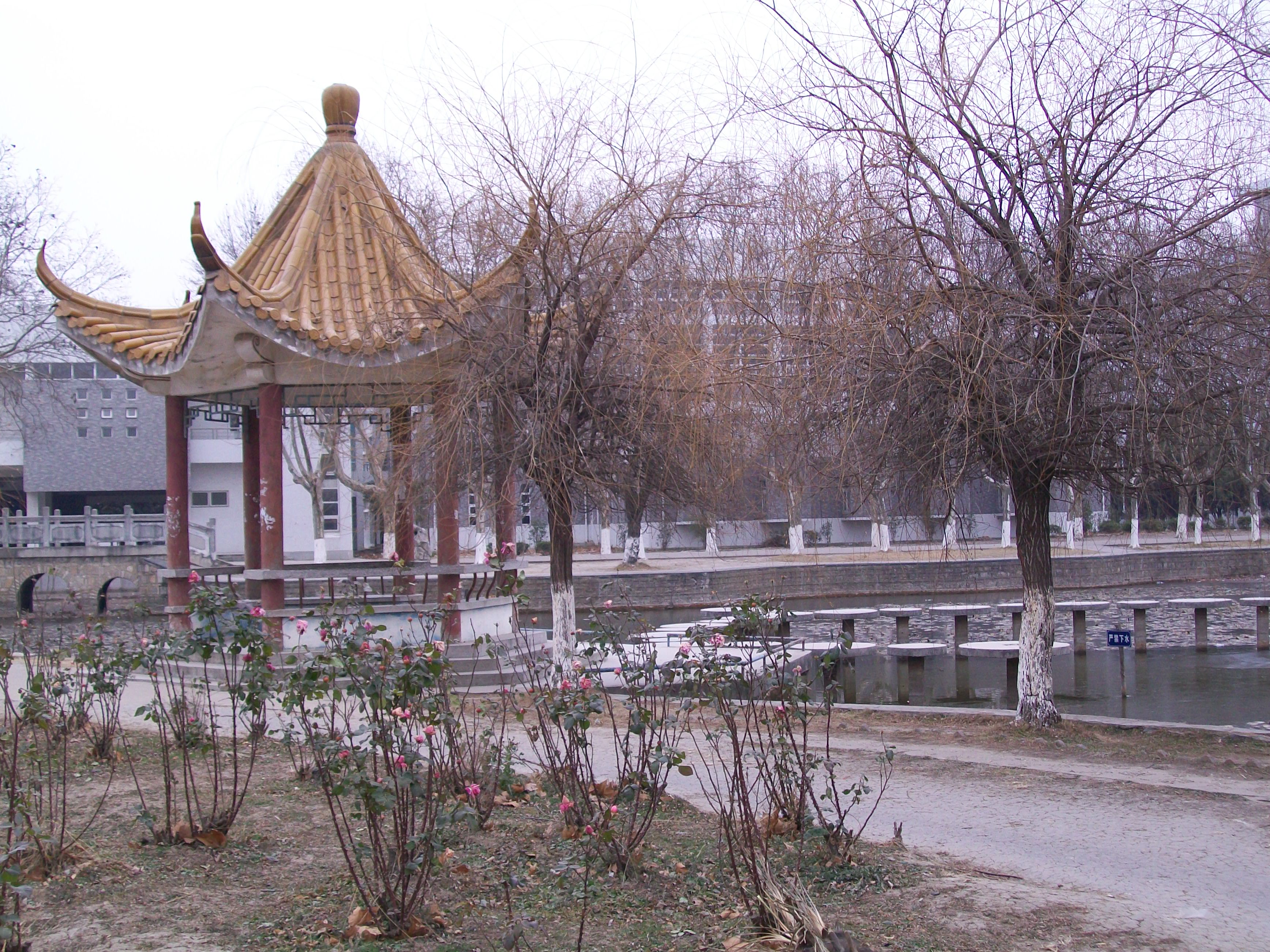
亭

## 略歴
安徽理工大学は1945年に設置された安徽省立蚌埠高級工業職業学校が前身である。
1947年、淮南に移転し、安徽省立工業専科学校と改名しました。
1949年、「淮南炭鉱工業専門学校」に改称。
1971年、採鉱和煤田地質学科と淮南煤鉱学校が統合され、「淮南煤炭学院」となる。 
1981年、淮南鉱業学院に正式に改名した。
1993年、華東煤炭医学専科学校を吸収合併する。
1997年、「淮南工業学院」に改称。
2000年、淮南化学工程学校を吸収合併する。
2002年、安徽理工大学に正式に改名した。

## 基礎データ
- 所在地
  - 安徽省淮南市田家庵区泰豊大街168号

- 校訓
  - 「団結、奮進、博学、奉献」

- 校歌
  - 「大学無疆」。作詞：陸志堅、作曲：孟文豪。

## 組織
「学院」も「系」も日本の大学の学部にほぼ相当する。「学部」は「学院」と「系」の上の編成で、実体はなく、日本の「学部」とは位置付けが異なっている。妙訳がないのでそのまま記す。
- 地球・環境学院
- 能源・安全学院
- 土木建築学院
- 機械工程学院
- 化学工程学院
- 材料科学・工程学院
- 電気・信息工程学院
- 計算機科学・工程学院
- 力学・光電物理学院
- 数学・大数拠学院
- 外国語学院
- 人文社会科学学院
- 空間信息・測絵工程学院
- 経済・管理学院
- 医学院
- マルクス主義学院
- 体育部

## 附属機関

### 附属医院
- 安徽理工大学第一附属医院（淮南市第一人民医院）
- 安徽理工大学附属蕪湖医院（蕪湖市第一人民医院）
- 安徽理工大学附属腫瘤医院（淮南東方医院集団腫瘤医院）
- 安徽理工大学附属眼科医院（淮南華廈眼科医院）
- 安徽理工大学附属奉賢医院（上海市奉賢区中心医院）

### 附属図書館
- 図書館 - 蔵書数は全館合計で約482.30万冊

## 大学の人物一覧

### 教授
- 学長：袁亮
- 党委書記：郭永存

### 卒業生

#### 政界
- 桂来保、国家煤鉱安全監察局副局長。
- 呉吟、元国家能源局副局長。
- 謝広祥、安徽省人民政府副省長、致公党中央常委、安徽省委主委。
- 張古江、河北省人民政府副省長。
- 高祀仁、中国共産党第16期中央委員会委員、中央人民政府駐香港特区連絡弁公室主任。
- 程安東、第10回全国政協常委、経済委員会副主任。
- 毛光烈、浙江省人大常委会党組副書記、副主任。
- 宋孝賢、元安徽省検察院検察長、党組書記。
- 王淑森、元貴州省人大常委会副主任、貴州省総工会主席。
- 王鶴齢、安徽省政協副主席。
- 任啓興、元寧夏回族自治区政協主席。
- 趙岸青、中国煤炭工業協会副会長。
- 濮洪九、中国煤炭工業協会副会長、党委書記。
- 項勤、杭州市人大常委会副主任。

#### 学界・技術分野
- 彭蘇萍、中国工程院院士。
- 陳湘生、中国工程院院士。
- 袁亮、中国工程院院士、安徽理工大学校長。
- 楊仁樹、中国鉱業大学（北京）党委書記。
- 牛維麟、元中国人民大学常務副書記。
- 程樺、元安徽大学党委副書記、校長。
- 桂和栄、国家煤鉱水害防治工程技術研究中心副主任。
- 楊裕官、煤炭工業合肥設計研究院院長。
- 申宝宏、煤炭科学研究総院副院長。
- 胡千庭、重慶煤炭科学研究院院長。

## 対外関係
1985年現在、全部で13余国38大学機関と交流協定を結んでいる。
- ポーランド
  - en:Silesian University of Technology
  - AGH理工大学

- アメリカ合衆国
  - en:Western Kentucky University
  - カリフォルニア大学リバーサイド校
  - サンフランシスコ州立大学
  - en:Bloomfield College
  - デトロイト・マーシー大学
  - アッシュランド大学
  - オークランド大学

- オーストラリア
  - ウーロンゴン大学
  - オーストラリア連邦科学産業研究機構
  - ニューサウスウェールズ大学

- イギリス
  - en:Edinburgh Napier University
  - アバディーン大学

- ベトナム
  - 胡志明市師範大学

- フィリピン
  - フィリピン師範大学（英語版）

- 日本
  - 中部大学

- 韓国
  - 韓瑞大学校
  - 国民大学校
  - 大田大学校
  - 東西大学校
  - 湖西大学校
  - 韓南大学校
  - 釜山大学校

- ドイツ
  - Osnabruck University of Applied Technology

- 台湾
  - 国立雲林科技大学
  - 元智大学
  - 静宜大学
  - 国立台湾師範大学
  - 弘光科技大学

- ウクライナ
  - 国立鉱業大学

- ロシア
  - 新シベリア国立技術大学
  - サンクトペテルブルク国立情報技術、ロボット学、光学研究型大学
  - サマラ国立大学
  - モスクワ市立師範大学サマラ分校
  - ロフト国立技術大学

- モンゴル
  - モンゴル科学技術大学

- メキシコ
  - セントルポートシ自治大学